# Orogenia acadiana

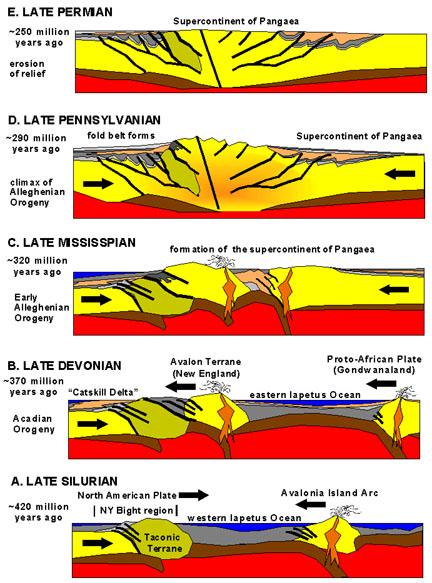
A Orogenia dos Apalaches, resultado de três colisões continentais separadas. USGS

Orogenia acadiana é um evento de formação de montanhas (orogênese) do médio Paleozoico, especialmente nos Apalaches do Norte, entre Nova Iorque e a Terra Nova. A orogenia acadiana mais fortemente afetou a região dos Apalaches do Norte (Nova Inglaterra em direção ao nordeste até a península de Gaspé no Canadá). A orogenia acadiana não deve ser considerada como um único evento tectônico, mas sim como uma era orogênica. Durou um período de cerca de 50 milhões de anos, de 375 até 325 milhões de anos atrás. Na península de Gaspé e em áreas adjacentes, seu clímax é datado do início do Devoniano Superior, mas eventos deformacionais, plutônicos, e metamórficos estenderam-se até a idade Tournaisiana do Mississippiano. Durante o curso da orogênese, as rochas mais antigas foram deformadas e metamorfizadas e novas falhas formadas e falhas mais antigas foram reativadas.
Foi mais ou menos contemporânea à fase bretã da orogenia varisca na Europa, aos eventos metamórficos no sudoeste do Texas e norte do México, e à orogenia de Antler da Grande Bacia.

## Geodinâmica
A causa desse grande período de deformação é resultado da colisão de uma pequena massa de terra continental chamada Avalônia (em homenagem à Península de Avalon da Terra Nova). O colisão da Avalônia com a borda composta da Ganderia e Laurência resultou no fechamento de uma parte do Oceano Reico.
A Avalônia foi gradualmente sendo destruída quando as forças da placa tectônica levantaram as massas de terras sobre a borda da placa maior do continente norte-americano. Atualmente, porções de terras da antiga Avalônia existem em cinturões de afloramentos espalhados ao longo da margem oriental da América do Norte. Um cinturão existe na Terra Nova, outro forma o leito de rocha de grande parte da região litorânea da Nova Inglaterra desde Connecticut oriental até o norte do Maine.
Um período de desbaste litosférico que se seguiu à orogenia acadiana criou vulcões, como a grande Mount Pleasant Caldera no sudoeste de Nova Brunswick, Canadá.